# 1835 dans le catholicisme
Chronologie du catholicisme
- 1831
- 1832
- 1833
- 1834
- 1835
- 1836
- 1837
- 1838
- 1839

Cet article présente les faits marquants de l'année 1835 dans le catholicisme.

## Évènements
- 6 avril : Création de 5 cardinaux par Grégoire XVI.

## Naissances
- 7 mai : Agostino Ciasca, cardinal italien de la Curie, archevêque titulaire de Larissa-en-Thessalie († 6 février 1902)
- 2 juin : Ronald MacDonald, prélat canadien, évêque de Harbour Grace puis archevêque titulaire de Gortyne (de) († 16 septembre 1912)
- 4 juillet : Paul-François Puginier, prélat et missionnaire français, vicaire apostolique du Tonkin occidental et évêque titulaire de Mauricastre (de) († 25 avril 1892)
- 26 août : Maximin Giraud, berger français, témoin de l'apparition mariale de La Salette († 1er mars 1875)
- 12 septembre : Luigi Sepiacci, cardinal italien de la Curie, également évêque titulaire de Callinicum (de) († 26 avril 1893)

## Décès
- 6 mars : Joseph-Elisabeth Lanjuinais, prêtre français (° 17 novembre 1755)
- 11 avril : Francesco Canali, cardinal italien de la Curie (° 19 octobre 1764)